# Peleteria cinerascens
Peleteria cinerascens là một loài ruồi trong họ Tachinidae.